# Gyebaek (serie de televisión)
Gyebaek (en hangul, 계백; en hanja, 階伯) es una serie de televisión histórica surcoreana emitida durante 2011 y protagonizada por Lee Seo Jin, Cho Jae Hyun, Oh Yeon Soo y Song Ji Hyo.
Fue transmitida por MBC, desde el 23 de julio hasta el 22 de noviembre de 2011, finalizando con una longitud de 32 episodios más un especial al aire las noches de los días lunes y martes a las 21:55 (KST). La serie fue filmada en el "Dae Jang Geum Park" (anteriormente MBC Dramia) ubicado en la provincia de Gyeonggi.

## Argumento
Ambientado en el reino de Baekje, a mediados del siglo séptimo, el drama narra la vida y los tiempos del legendario guerrero, el General Gyebaek que  dirigió la última misión de Baekje en contra de Silla en la Batalla de Hwangsanbeol.

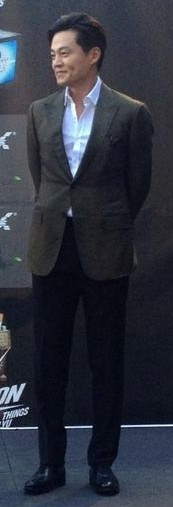
Lee Seo Jin quien interpreta al General Gyebaek

## Reparto

### Personajes principales
- Lee Seo Jin como Gyebaek.[3]
  - Lee Hyun Woo como Gyebaek (Adolescente).
- Cho Jae Hyun como Rey Uija.
  - Choi Won Hong como Uija (Niño).
  - Noh Young Hak como Uija (Adolescente).
- Oh Yeon Soo como Sa Taek Bi.
- Song Ji Hyo como Eun Ko.
  - Jeon Min Seo como Eun Ko (Niña).
  - Park Eun Bin como Eun Ko (Adolescente).

### Personajes secundarios
- Jin Tae Hyun como Gyo Ki.
  - Nam Da-reum como Gyo Ki (Niño).
  - Seo Young-joo como Gyo Ki (Adolescente).
- Choi Jong Hwan como Rey Mu.
- Cha In Pyo como Moo Jin.
- Jeon No Min como Sung Choong.
- Yoon Da Hoon como Dok Kye.
- Kim Yu Seok como Heung Soo.
- Go Yoon Hoo como Dae Soo.
  - Lee Poong Woon como Dae Soo (Adolescente).
- Jang Hee Woong como Yong Soo.
  - Lee Chan Ho como Yong Soo (Adolescente).
- Jo Kyung Hoon como Baek Pa.
- Yoon Won Seok como Po Deuk.
- Park Sung Woong como Kim Yushin.
- Ahn Kil-kang como Kwi-woon.
- Jung Sung Mo como Yoon Choong.
- Kim Byung Ki como Sa Taek Jeok Deok.
- Kwon Yong Woon como Chun Dol.
- Jo Sang Ki como Nam Jo.
- Kim Joong Ki como Ki Mi.
- Seo Beom Sik como Sa Gul.
- Choi Jae Ho como Ui Jik.
- Kim Dong Hee como Eun Sang.
- Shin Eun Jung como Rey Seonhwa.
- Im Hyun Sik como Yeon Moon Jin.
- Soon Dong Woon como Jin Kook.
- Lee Byung Sik como Hyub Jong.
- Jung Han Heon como Baek Eun.
- Jung Ki Sung como Yeon Choong Min.
- Chae Hee Jae como Cho Raeng Yi.
- Lee Tae Kyung como Vestal.
- Hyomin como Cho Young
  - Han Bo Bae como Cho Young (Adolescente).
- Lee Han-wi como Im-ja.
- Oh Ji Young como Jung Hwa.
- Choi Ran como Young Myo.
- Ryu Je Hee como Hyo So.
- Park Yu Hwan como Buk Jo.
- Kim Hye Sun como Eul Nyeo.
- Kim Hyun Sung como Moon Geun.
  - Lee Tae-ri como Moon Geun (adolescente) - (salió en los créditos como Lee Min-ho)
- Kim Yoo Jin como Yeol Bae.
- Lee Dong Kyu como Kim Chunchu.
- Han Ji Woo como Yeon Tae Yeon.
- Jung So Young como Myung Joo.
- Kwak Min Seok como Mok Han Deok.
- Kang Chul Sung como Senior de Yushin.

## Recepción

### Audiencia
En Azul la audiencia más baja y en rojo la más alta, correspondientes a las empresas medidoras TNms y AGB Nielsen.
| Ep. # | Fecha original de emisión | Share        | Share        | Share       | Share       |
| Ep. # | Fecha original de emisión | TNmS Ratings | TNmS Ratings | AGB Nielsen | AGB Nielsen |
| Ep. # | Fecha original de emisión | Nacional     | Seúl         | Nacional    | Seúl        |
| ----- | ------------------------- | ------------ | ------------ | ----------- | ----------- |
| 1     | 25 de julio de 2011       | 7.5 %        | 9.6 %        | 10.6 %      | 12.6 %      |
| 2     | 26 de julio de 2011       | 8.6 %        | 11.0 %       | 11.0 %      | 12.2 %      |
| 3     | 1 de agosto de 2011       | 9.3 %        | 11.3 %       | 10.1 %      | 11.4 %      |
| 4     | 2 de agosto de 2011       | 9.6 %        | 12.2 %       | 11.5 %      | 13.2 %      |
| 5     | 8 de agosto de 2011       | 10.7 %       | 12.0 %       | 13.2 %      | 14.2 %      |
| 6     | 9 de agosto de 2011       | 11.2 %       | 12.5 %       | 13.5 %      | 14.8 %      |
| 7     | 15 de agosto de 2011      | 10.3 %       | 13.2 %       | 13.5 %      | 14.9 %      |
| 8     | 16 de agosto de 2011      | 10.8 %       | 13.2 %       | 14.1 %      | 15.6 %      |
| 9     | 22 de agosto de 2011      | 11.7 %       | 12.9 %       | 14.3 %      | 16.1 %      |
| 10    | 23 de agosto de 2011      | 12.0 %       | 13.6 %       | 14.1 %      | 16 %        |
| 11    | 29 de agosto de 2011      | 10.9 %       | 12.9 %       | 13.7 %      | 15.8 %      |
| 12    | 30 de agosto de 2011      | 10.9 %       | 13.4 %       | 13.6 %      | 15.7 %      |
| 13    | 5 de septiembre de 2011   | 10.5 %       | 12.5 %       | 12.9 %      | 14.7 %      |
| 14    | 6 de septiembre de 2011   | 10.4 %       | 12.6 %       | 13.0 %      | 14.2 %      |
| 15    | 12 de septiembre de 2011  | 7.9 %        | 9.6 %        | 10.0 %      | 10.9 %      |
| 16    | 13 de septiembre de 2011  | 9.7 %        | 11.0 %       | 11.6 %      | 13.1 %      |
| 17    | 19 de septiembre de 2011  | 9.6 %        | 11.6 %       | 12.1 %      | 13.1 %      |
| 18    | 20 de septiembre de 2011  | 11.1 %       | 13.4 %       | 12.8 %      | 14.2 %      |
| 19    | 26 de septiembre de 2011  | 10.0 %       | 11.4 %       | 11.8 %      | 13.1 %      |
| 20    | 27 de septiembre de 2011  | 9.9 %        | 12.0 %       | 11.6 %      | 12.4 %      |
| 21    | 3 de octubre de 2011      | 9.6 %        | 11.3 %       | 10.9 %      | 11.6 %      |
| 22    | 4 de octubre de 2011      | 10.1 %       | 12.1 %       | 11.0 %      | 12.3 %      |
| 23    | 10 de octubre de 2011     | 8.9 %        | 11.8 %       | 10.1 %      | 11.5 %      |
| 24    | 11 de octubre de 2011     | 11.6 %       | 13.9 %       | 12.8 %      | 14.4 %      |
| 25    | 17 de octubre de 2011     | 10.3 %       | 13.5 %       | 13.5 %      | 14.9 %      |
| 26    | 18 de octubre de 2011     | 11.0 %       | 12.4 %       | 12.9 %      | 14.8 %      |
| 27    | 24 de octubre de 2011     | 11.3 %       | 13.8 %       | 13.1 %      | 14.8 %      |
| 28    | 25 de octubre de 2011     | 10.7 %       | 12.7 %       | 13.3 %      | 15.1 %      |
| 29    | 31 de octubre de 2011     | 9.4 %        | 12.3 %       | 11.5 %      | 12.7 %      |
| 30    | 1 de noviembre de 2011    | 11.0 %       | 13.2 %       | 11.5 %      | 11.7 %      |
| 31    | 7 de noviembre de 2011    | 9.5 %        | 10.5 %       | 11.0 %      | 12.3 %      |
| 32    | 8 de noviembre de 2011    | 9.8 %        | 10.1 %       | 11.8 %      | 13.4 %      |
| 33    | 14 de noviembre de 2011   | 9.2 %        | 10.6 %       | 11.8 %      | 12.7 %      |
| 34    | 15 de noviembre de 2011   | 9.8 %        | 10.8 %       | 11.2 %      | 12.7 %      |
| 35    | 21 de noviembre de 2011   | 10.3 %       | 11.6 %       | 12.3 %      | 14.4 %      |
| 36    | 22 de noviembre de 2011   | 11.0 %       | 13.0 %       | 13.0 %      | 14.9 %      |

## Banda sonora
1. Yangpa - «Do You Know»
2. Baek Chung Kang - «Out of Reach»
3. Lim Hyung Joo - «One More Step»

## Emisión internacional
- Irán: Namayesh TV.[7]
- Japón: BS-Fuji, TV Tokyo y KNTV.[8][9][10]